# Clarias jaensis
Clarias jaensis är en fiskart som beskrevs av Boulenger, 1909. Clarias jaensis ingår i släktet Clarias och familjen Clariidae. IUCN kategoriserar arten globalt som livskraftig. Inga underarter finns listade i Catalogue of Life.